# Richard Marx
Richard Noel Marx (Chicago, 16 de septiembre de 1963) es un músico, cantautor y productor estadounidense, mundialmente conocido por la canción Right Here Waiting, la cual publicó en su disco Repeat Offender de 1989.

## Biografía
Hijo de Dick y Ruth Marx, nació en Chicago el 16 de septiembre de 1963. Se trasladó desde Chicago a Los Ángeles (California) para trabajar con Lionel Richie, quien le daría una primera oportunidad. En septiembre de 1987 se publicó su primer disco, Richard Marx. Con él obtuvo un número uno con el tema «Should've Known Better».
En su segundo álbum, Repeat Offender, grabó el que posiblemente sea su tema más conocido, «Right Here Waiting».
Su trabajo Days in Avalon se publicó solamente en el mercado asiático. Su último CD, My own best enemy, se lanzó en 2004. En ese mismo año, Marx ganó el premio Grammy a la mejor canción (por «Dance with my father», escrita por él e interpretada por Luther Vandross [1951-2005).
El 8 de enero de 1989 se casó con la actriz y cantante Cynthia Rhodes con la que tiene tres hijos: Brandon (1990), Lucas (1992) y Jesse (1994). Tras 25 años de matrimonio, la pareja se separó en 2013 y finalmente firmó el divorcio en 2014.
En 1988, junto a Fee Waybill ―líder de The Tubes― compuso la canción «Edge of a Broken Heart» para el grupo femenino de glam metal Vixen, que se convirtió rápidamente en un éxito en las emisoras de radio y en la cadena de videos MTV.
Ha colaborado, entre otros, con Madonna, Laura Pausini, Michael Bolton, Paulina Rubio (para quien escribió la canción «Border Girl»), haciendo las veces de productor.
Ha grabado canciones con Sarah Brightman y Olivia Newton-John (entre otros), escribiendo canciones para las bandas sonoras de películas como Conexión Tequila o Anastasia (con la canción «At the Beginning»).
Ha vendido más de 30 millones de discos en todo el mundo.
Richard Marx compuso para la banda 'N Sync la canción «This I Promise You», con versión en español titulada «Yo te voy amar».
El 23 de diciembre de 2015 contrajo matrimonio con la animadora Daisy Fuentes en Aspen, Colorado.

## Discografía

### Álbumes de estudio
| Richard Marx                                                                | - Realizado: junio de 1987 - Discográfica: EMI Manhattan - Formato: CD, LP, casete                               | 8   | 7  | —  | —  | 45 | —  | 34 | —  | 68 | - US: 3×Platinum |
| Repeat Offender                                                             | - Realizado: 6 de julio de 1989 - Discográfica: EMI Manhattan - Formato: CD, LP, casete                          | 1   | 1  | 9  | 18 | 3  | 10 | 7  | 7  | 8  | - US: 4×Platinum |
| Rush Street                                                                 | - Realizado: 28 de octubre de 1991 - Discográfica: Capitol - Formato: CD, LP, casete                             | 35  | 11 | 33 | 69 | 31 | 12 | 27 | 17 | 7  | - US: Platinum   |
| Paid Vacation                                                               | - Realizado: 8 de febrero de 1994 - Discográfica: Capitol - Formato: CD, casete                                  | 37  | 2  | 18 | 70 | —  | 9  | 6  | 7  | 11 | - US: Platinum   |
| Flesh And Bone                                                              | - Realizado: 8 de abril de 1997 - Discográfica: Capitol - Formato: CD, casete                                    | 70  | —  | 52 | —  | —  | —  | 58 | 24 | —  |                  |
| Days In Avalon                                                              | - Realizado: 24 de octubre de 2000 - Discográfica: Signal 21 Records - Formato: CD, Internet (download digital). | —   | —  | —  | —  | —  | —  | —  | —  | —  |                  |
| My Own Best Enemy                                                           | - Realizado: 10 de agosto de 2004 - Discográfica: Manhattan - Formato: CD, Internet                              | 126 | —  | —  | —  | —  | —  | —  | —  | —  |                  |
| Emotional Remains                                                           | - Realizado: 31 de octubre de 2008 - Discográfica: Zanzíbar Records - Formato: CD, Internet                      | —   | —  | —  | —  | —  | —  | —  | —  | —  |                  |
| Sundown                                                                     | - Realizado: 31 de octubre de 2008 - Discográfica: Zanzíbar - Formato: CD, Internet                              | —   | —  | —  | —  | —  | —  | —  | —  | —  |                  |
| Christmas Spirit                                                            | - Realizado: octubre de 2012 - Discográfica: Zanzíbar, TourDForce - Formato: CD, Internet                        | —   | —  | —  | —  | —  | —  | —  | —  | —  |                  |
| Beautiful Goodbye                                                           | - Realizado: 8 de julio de 2014 - Discográfica: Zanzibar Records - Formato: CD, Internet                         | —   | —  | —  | —  | —  | —  | —  | —  | —  |                  |
| "—" Denota que el álbum no entró en la lista o no fue lanzado oficialmente. | |     |    |    |    |    |    |    |    |    |                  |

### Álbumes recopilatorios
| Ballads                                                                     | - Realizado: 10 de agosto de 1994 - Discográfica: Toshiba EMI - Formato: CD                                                      | —   | —  | — | —  | —  |  |
| Greatest Hits                                                               | - Realizado: noviembre de 1997 - Discográfica: Capitol - Formato: CD                                                             | 140 | 18 | 2 | 13 | 34 |  |
| The Best of Richard Marx                                                    | - Realizado: octubre de 2000 - Discográfica: EMI - Formato: CD                                                                   | —   | —  | — | —  | —  |  |
| The Essential Richard Marx                                                  | - Realizado: octubre de 2000 - Discográfica: EMI Gold - Formato: CD                                                              | —   | —  | — | —  | —  |  |
| Timeline                                                                    | - Realizado: 2000 - Discográfica: Signal 21 Records - Formato: CD                                                                | —   | —  | — | —  | —  |  |
| Duo                                                                         | - con Matt Scannell - Realizado: 12 de mayo de 2008 - Discográfica: Richard Marx & Matt Scannell - Formato: CD, Internet         | —   | —  | — | —  | —  |  |
| Stories to Tell                                                             | - Realizado: marzo de 2010/noviembre de 2010/mayo de 2011 - Discográfica: Zanzíbar / Wrasse / TourDForce - Formato: CD, Internet | 34  | —  | — | —  | —  |  |
| Hits & Ballads                                                              | - Realizado: 2 de abril de 2010 - Discográfica: EMI - Formato: 2×CD                                                              | —   | —  | — | —  | —  |  |
| Inside My Head                                                              | - Realizado: 1 de junio de 2012 - Discográfica: Frontiers Records - Formato: CD, Internet                                        | —   | —  | — | —  | —  |  |
| "—" Denota que el álbum no entró en la lista o no fue lanzado oficialmente. | |     |    |   |    |    |  |

## Videoclips
- Should've Known Better (1987).
- Hold On To The Nights (1987).
- Endless Summer Nights (1987).
- Don't Mean Nothing (1987).
- Right Here Waiting (1989).
- Satisfied (1989).
- Angelia (1989).
- Too Late To Say Goodbye (1989).
- Children Of The Night (1989).
- Keep Coming Back (1991).
- Hazard (1991).
- Take This Heart (1991).
- Chains Around My Heart (1991).
- Now And Forever (1993).
- The Way She Loves Me (1993).
- Can't Help Falling In Love (1994).
- (It Looks Like) I'll Never Fall In Love Again (1994).
- Until I Find You Again (1997).
- Angel's Lullaby (1997).
- When You're Gone (2004).
- Ready To Fly (2004).
- Wouldn't Let Me Love You (2012).
- Whatever We Started (2014).
- Beautiful Goodbye (2014).
- Another One Down (2020)
- Front Row Seat (2020)